# La Bouille
La Bouille là một xã thuộc tỉnh Seine-Maritime trong vùng Normandie miền bắc nước Pháp.